# غابرييل أمير بلجيكا
جبرائيل أمير بلجيكا (20 أغسطس 2003) هو الابن الأول من الذكور والطفل الثاني لفيليب ملك بلجيكا والملكة ماتيلد دوقة برابانت.